# Association Anti Additive
 (décembre 2021).
La mise en forme du texte ne suit pas les recommandations de Wikipédia : il faut le « wikifier ».
Les points d'amélioration suivants sont les cas les plus fréquents. Le détail des points à revoir est peut-être précisé sur la page de discussion.
- Les titres sont pré-formatés par le logiciel. Ils ne sont ni en capitales, ni en gras.
- Le texte ne doit pas être écrit en capitales (les noms de famille non plus), ni en gras, ni en italique, ni en « petit »…
- Le gras n'est utilisé que pour surligner le titre de l'article dans l'introduction, une seule fois.
- L'italique est rarement utilisé : mots en langue étrangère, titres d'œuvres, noms de bateaux, etc.
- Les citations ne sont pas en italique mais en corps de texte normal. Elles sont entourées par des guillemets français : « et ».
- Les listes à puces sont à éviter, des paragraphes rédigés étant largement préférés. Les tableaux sont à réserver à la présentation de données structurées (résultats, etc.).
- Les appels de note de bas de page (petits chiffres en exposant, introduits par l'outil «  Source ») sont à placer entre la fin de phrase et le point final[comme ça].
- Les liens internes (vers d'autres articles de Wikipédia) sont à choisir avec parcimonie. Créez des liens vers des articles approfondissant le sujet. Les termes génériques sans rapport avec le sujet sont à éviter, ainsi que les répétitions de liens vers un même terme.
- Les liens externes sont à placer uniquement dans une section « Liens externes », à la fin de l'article. Ces liens sont à choisir avec parcimonie suivant les règles définies. Si un lien sert de source à l'article, son insertion dans le texte est à faire par les notes de bas de page.
- La présentation des références doit suivre les conventions bibliographiques. Il est recommandé d'utiliser les modèles {{Ouvrage}}, {{Chapitre}}, {{Article}}, {{Lien web}} et/ou {{Bibliographie}}. Le mode d'édition visuel peut mettre en forme automatiquement les références.
- Insérer une infobox (cadre d'informations à droite) n'est pas obligatoire pour parachever la mise en page.

Pour une aide détaillée, merci de consulter Aide:Wikification.
Si vous pensez que ces points ont été résolus, vous pouvez retirer ce bandeau et améliorer la mise en forme d'un autre article.
 (décembre 2021).
L' Association Anti Additive ( AA ) est une organisation à but non lucratif qui œuvre à la création et à la promotion d'un environnement sans additif alimentaire. Afin d'encourager les acteurs de l'agro-alimentaire à réduire l'utilisation d'additifs, l'association a créé la Certification Anti Additive. La certification permet aux marques de valoriser la qualité de leur produit et leur fourni des ressources. L'association a également créé plusieurs prix prestigieux dont le A.A. Taste Award pour promouvoir les efforts des marques et des restaurants. 

## Histoire
Fondée en 2013, l'Association Anti Additive a établi son siège en Europe et une branche en Asie.
Selon les rapports de l'Union européenne, tout le monde fait de plus en plus attention aux ingrédients des produits alimentaires et à leur Clean Label. Ainsi, l'AA se consacre à la construction d'un système alimentaire plus durable en encourageant à réduire l'usage des additifs,, tels que les Flaveur, Colorant alimentaire, les conservateurs et l' agent de traitement de la farine . L'organisation s'intéresse également aux produits d'entretien (par exemple détergent).

## Certification
La certification Anti Additive, également appelée Certification de production d'aliments et de boissons, évalue le processus de production avec les normes reconnues du Codex Alimentarius pour garantir la sécurité alimentaire,.Le programme de certification nécessite l'inspection du processus de production, et l'organisation invite également des professionnels de tous les domaines à faire partie du comité consultatif, composé de représentants de l'industrie, de nutritionnistes, d'experts en sciences et technologies alimentaires et d'autres universitaires pertinents. Récemment, l'organisation a participé au mécanisme de certification du DIN ( Deutsches Institut für Normung ).
Catégories de certifications :
- Restaurants et produits alimentaires
- Indice glycémique
- La nourriture pour les animaux
- Produits de la vie quotidienne
- Produits de beauté
- Résidu
- Halal Plus

## Récompenses
Depuis 2016, le A.A. Taste Awards est un prix décerné chaque année. Une cérémonie annuelle est organisée chaque année pour féliciter les lauréats. Le jury comprend des professionnels de l'industrie agroalimentaire, des chefs Michelin, des nutritionnistes, des universitaires et des critiques gastronomiques. Superior Taste Award, Monde Selection, et AA Taste Award sont largement connus comme les meilleurs prix et sélections du goûts au monde.

## Remise des prix
- La cérémonie de 2016 s'est tenue à l'Opéra de Sydney, Australie
- Cérémonie de 2017 tenue au Westin Grande Sukhumvit Bangkok, Thaïlande
- La cérémonie de 2018 s'est tenue au W Hotel HongKong
- Cérémonie de 2019 tenue au Makuhari Messe Chiba, Japon (Annuler)
- La cérémonie de 2020 et 2021 est annulée en raison de la pandémie